# نویزیتس
نویزیتس (به آلمانی: Neusitz) یک شهر در آلمان است که در آنسباخ واقع شده‌است.